# Стефан Михайлов (футболист)
Стефан Михайлов (роден на 26 юли 1950) е бивш български футболист, нападател. По време на състезателната си кариера играе за Велбъжд (Кюстендил) и ЦСКА (София). Автор на един от най-значимите голове в клубната история на „армейците“. През 1973 г. бележи второто попадение, с което ЦСКА печели с 2:0 срещу действащия европейски шампион Аякс и го елиминира от турнира за КЕШ.

## Биография
Родом от Кюстендил, Михайлов започва състезателната си кариера в местния клуб Велбъжд. Играе четири сезона за отбора в Б група.
През 1972 г. е привлечен в ЦСКА (София), където остава общо 3 години. Има 79 мача и 27 гола в А група. С отбора на ЦСКА е двукратен шампион на България през 1973 и 1975 и двукратен носител на Купата на Съветската армия през 1973 и 1974 г. „Майстор на спорта“ от 1974 г. За ЦСКА има 6 мача и 1 гол в евротурнирите (5 мача с 1 гол за КЕШ и 1 мач за КНК). На 7 ноември 1973 година записва със златни букви името си за „армейците“. Тогава в продълженията на мача с Аякс (Холандия) на стадион „Васил Левски“ той се разписва за 2:0 в 116-ата минута и така детронира великия холандски тим, който тогава е истински хегемон в Европа и ЦСКА достига до четвъртфинал за Купата на европейските шампиони.
През 1975 г. Михайлов се завръща в родния Велбъжд. Играе един сезон за клуба, след което слага край на кариерата си едва на 26-годишна възраст и става миньор. Работи като копач, а след това е и технически ръководител в рудник край Бобов дол.